# Artikel 58 (Ryska SFSR:s brottsbalk)
Artikel 58 var den del i den sovjetiska lagen som rörde folkets fiender. Den infördes den 25 februari 1927, och fram till Sovjetunionens fall 1991 dömdes miljontals människor till arbetsläger, skyldiga för brott mot Artikel 58.